# Tuebia
Al-Tuwaybiyya (in arabo الطويبية‎?), talvolta scritto Tuebia, è un centro abitato della Libia, nella regione della Tripolitania.